# Puls miasta (serial telewizyjny)
Puls miasta (ang. Boomtown, 2002–2003) – amerykański serial kryminalny stworzony przez Grahama Yosta. Akcja serialu rozgrywa się w Los Angeles.
Jego światowa premiera odbyła się 29 września 2002 roku na kanale NBC. Ostatni odcinek został wyemitowany 28 grudnia 2003 roku. W Polsce serial nadawany był na kanale TVP1 a później AXN i AXN Crime.

## Opis fabuły
Serial przedstawia odrębną historię jakiegoś przestępstwa widzianą kolejno oczami różnych osób: detektywów Joela i Smitha, sanitariuszki Theresy, prawnika Davida, dziennikarki Andrei i wielu innych.

## Obsada
- Donnie Wahlberg jako detektyw Joel Stevens
- Neal McDonough jako prawnik David McNorris
- Mykelti Williamson jako detektyw Bobby "Fearless" Smith
- Gary Basaraba jako Ray Hechler
- Nina Garbiras jako reporterka Andrea Little (I seria)
- Lana Parrilla jako sanitariuszka Theresa Ortiz (II seria)
- Jason Gedrick jako Tom Turcotte

i inni

## Spis odcinków
| N/o            | Tytuł angielski           |
| -------------- | ------------------------- |
|                |                           |
| SERIA PIERWSZA |                           |
|                |                           |
| 01             | Pilot                     |
|                |                           |
| 02             | Possession                |
|                |                           |
| 03             | The Squeeze               |
|                |                           |
| 04             | Reelin' in the Years      |
|                |                           |
| 05             | All Hallow's Eve          |
|                |                           |
| 06             | The Freak                 |
|                |                           |
| 07             | Insured by Smith & Wesson |
|                |                           |
| 08             | Crash                     |
|                |                           |
| 09             | The David McNorris Show   |
|                |                           |
| 10             | Coyote                    |
|                |                           |
| 11             | Monster's Brawl           |
|                |                           |
| 12             | Sinaloa Cowboys           |
|                |                           |
| 13             | Home Invasion             |
|                |                           |
| 14             | Execution                 |
|                |                           |
| 15             | Storm Watch               |
|                |                           |
| 16             | Fearless                  |
|                |                           |
| 17             | Blackout                  |
|                |                           |
| 18             | Lost Child                |
|                |                           |
| SERIA DRUGA    |                           |
|                |                           |
| 19             | The Love of Money         |
|                |                           |
| 20             | Inadmissible              |
|                |                           |
| 21             | Wannabe                   |
|                |                           |
| 22             | Haystack                  |
|                |                           |
| 23             | The Hole-in-the-Wall Gang |
|                |                           |
| 24             | The Big Picture           |
|                |                           |